# Neum
Neum (pronunțat /nɛ̌um/, scris în alfabet chirilic Неум) este singurul oraș al Bosniei și Herțegovinei aflat pe malul mării. El cuprinde 24,5 km de coastă, singurul acces al țării la Marea Adriatică. În 2009, comuna Neum avea o populație totală de 4.605 locuitori, iar localitatea de reședință a comunei avea în 1991 4.268 de locuitori.